# Ветеринарски гласник
Ветеринарски гласник — научный журнал по вопросам ветеринарной медицины, который выходит с 1904 года.

## O журнале
Ветеринарски гласник — научный журнал, который содержит статьи, знакомящие читателей с передовыми знаниями из области ветеринарной медицины и смежных дисциплин. Выходя с 1904 года, он неоднократно менял свое название, издательство и редакторов. Ветеринарски гласник публикует научные, обзорные статьи, краткие сообщения, технические отчеты, приводит примеры случаев из жизни и публикует письма редактору. Ветеринарски гласник выходит на английском языке с кратким содержанием на английском и сербском языках два раза в год. Журнал доступен всем желающим. Инструкция по подготовке и отправлении рукописей, а также их рецензия, как и вся остальная информация представлены на веб-сайте журнала. Кроме того, веб-сайт содержит информацию о пошаговом процессе подачи рукописей. Издатель журнала — Белградский университет, Факультет ветеринарной медицины.

## История
В 1890 году ветеринары основали Ассоциацию ветеринаров крупного рогатого скота Сербии. Кроме того, они основали свой журнал Ветеринарски гласник, рассматривали научные и профессиональные вопросы из области ветеринарной медицины и животноводства. Ветеринарски гласник был основан в декабре 1903 года, а первый номер вышел в январе 1904 года. Он был издан издательством «Ветеринары крупного рогатого скота Королевства Сербии». Первым главным редактором был Петар Д. Тодорович (1854—1917). В журнале рассматривались профессиональные и другие вопросы, связанные с ветеринарией. С 1920 по 1941 год журнал выходил под названием Југословенски ветеринарски гласник в издании Югославской ассоциации ветеринаров и животноводов. Редакторами были видные специалисты того времени. Во время Балканских войн и во время Первой и Второй мировых войн, как и в послевоенные годы (1912—1919 и 1941—1947) журнал не выходил. С 1947 года журнал продолжили публиковать в новой Югославии (под тем же названием, Југословенски ветеринарски гласник), сначала в издательстве Министерства сельского и лесного хозяйства, а в потом в издательстве Ассоциации ветеринаров и ветеринарных техников Югославии. После этого он меняет свое название и называется Ветеринарски гласник. После распада СФРЮ журнал переживает кризис и возрождается после того, как Факультет ветеринарной медицины Белградского университета в 1993 году решает взять на себя его издание. Таким образом были сохранены традиции журнала. Столетие со дня публикования было отмечено в 2004 году.
До 2015 года соредактором журнала являлась Ветеринарная палата Сербии, которая занималась техническим редактированием, корректурой, финансовыми вопросами и распространением журнала. После 2015 этими вопросами начинает заниматься Факультет ветеринарной медицины Белградского униоверситета. До 2016 года Ветеринарски гласник публикуется на сербском языке со кратким содержанием на сербском, английском и русском языках шесть раз в год, а с 2017 года он выходит два раза в год на английском языке со кратким содержанием на английском и сербском языках.

## Индексация статей
- DoiSerbia.[2]
- СЦИндекс/SCIndeks.[3]
- DOAJ(Directory of Open Access Journals).[4]
- EBSCO Publishing
- CABI

## Периодичность
До 1998 года Ветеринарски гласник выходит 12 раз в год (раз в месяц), а с 1999 два раза в месяц. В 2017 году в связи с изменением редакционной политики и переходом на английский язык Ветеринарски гласник начинает выходить два раза в год.

## Тематика
- Ветеринарная медицина
- Анатомия
- Гистология
- Эндокринология
- Физиология
- Биохимия
- Молекулярная биология
- Микробиология
- Иммунология
- Фармакология
- Паразитология
- Патология
- Хирургия
- Репродукция животных
- Внутренние болезни
- Инфекционные болезни
- Гигиена и пищевая технология кормов животного происхождения
- Питание животных
- Зоогигиена
- Поведение животных
- Судебная ветеринарная медицина